# Stazione di Marcianise
La stazione di Marcianise è una fermata ferroviaria posta sulla linea Napoli-Foggia. Serve il centro abitato di Marcianise.

## Storia
Già stazione,  negli anni 1990 venne dotata del sottopasso, in sostituzione del passaggio a livello che era situato a pochi passi. Venne trasformata in fermata impresenziata il 16 settembre 2004. Fino agli anni 1990 include anche l'edificio per lo scalo merci, ora dismesso e in decadenza. Era presente in passato un elegante giardino con alberi a cui si accedeva attraverso un cancelletto sul lato dei binari. Al piano superiore della stazione era presente invece l'appartamento adibito per il capostazione e i suoi familiari.

## Strutture e impianti
La stazione dispone di 2 binari passanti per il servizio viaggiatori e un fabbricato viaggiatori con spazi per l'attesa e servizi igienici. Originariamente, la stazione aveva 4 binari per il servizio viaggiatori e alcuni tronchini, in direzione Aversa, per lo scalo merci. È munita di parcheggio esterno.

## Movimento
La stazione è servita dai treni regionali di Trenitalia delle relazioni Napoli-Caserta e Napoli-Benevento, entrambi via Aversa.
Nel 2007, il traffico passeggeri medio era di 587 unità.

## Servizi
- Sala d'attesa[4]
- Servizi igienici[4]
- Ascensore
- Sottopassaggio[3]